# 202 Biografías Académicas
202 Biografías Académicas es una obra del médico español Valentín Matilla Gómez, publicada por primera vez en 1987. Recorre la vida de dos centenares de miembros de la Real Academia Nacional de Medicina de España.

## Descripción
| «Desaparecieron del mundo de los vivos, pero entre los que seguimos, por la gracia de Dios, empeñados en contribuir al mayor prestigio de nuestra querida Corporación sigue perenne el recuerdo y memoria de los que nos dejaron el más firme acicate y estímulo para mejorar cada día, este nombre quehacer y tarea» —Matilla Gómez, en el prólogo |

Valentín Matilla Gómez, médico y académico de número de la Real Academia Nacional de Medicina desde 1943, escribió un total de veinte libros sobre los más diversos temas, pero, a raíz de su ingreso en la institución, dedicó a ella algunas de sus obras. Así, en 1982 había publicado una Galería de presidentes, seguida en 1984 de la Historia de la Academia Nacional de Medicina: narrativa testimonial. 202 Biografías Académicas, en palabras del autor «una lista, o nómina, formada por 202 ilustres médicos y científicos afines a la Ciencia médica, auténticas figuras señeras», vio la luz en Madrid en el año 1987. Piédrola Angulo la considera un «trabajo indispensable» y la destaca como una «labor única e inmejorable», mientras que Díaz-Rubio García sostiene que es «de referencia en la actualidad para realizar estudios biográficos históricos».